# Bonanat Descoll
Bonanat Descoll fou un almirall de la Corona d'Aragó del segle xiv.
Vicealmirall de Catalunya, amb la mort de Ponç de Santa Pau a la batalla naval del Bòsfor, el substituí com a capità provisori, fins al nomenament de Mateu Mercer i tornà amb la flota d'orient a Barcelona el novembre de 1352. Després de la batalla de Quart en 1354, preveient un atac genovès a Sasser, Bernat II de Cabrera va enviar Bonanat Descoll amb vuit galeres, que van desembarcar la tropa a Porto Torres per reforçar la ciutat, governada per Riambau de Corbera. Reunides de nou les galeres, amb tota la tropa reforçant les places fortes, va retornar amb la flota a Catalunya, trobant-se amb el rei a València.
En 1356, amb Guillem Morey va preparar l'armament de les galeres de Francesc de Perellós per participar en la Guerra dels Cent Anys i que van provocar l'inici de la Guerra dels dos Peres.